# Sylvia Beutler-Krowas
Sylvia Beutler-Krowas (* 2. Oktober 1971 in Bremerhaven) ist eine deutsche Rechtsanwältin und Scripted-Reality-Darstellerin.

## Biografie
Beutler-Krowas wuchs in Bremerhaven auf. Nach ihrem Abitur studierte sie ab 1987 in Berlin. Nach ihren Staatsexamen, ist sie seit 1996 als Rechtsanwältin in Berlin tätig.
Durch die Gründung ihrer Anwaltskanzlei machte sie sich selbstständig. Neben Familien- und Strafrecht hat sie sich zudem auf Pferderecht spezialisiert. Beutler-Krowas ist Vegetarierin und setzt sich außerdem für den Schutz von Tieren ein. Ihre ersten Kameraerfahrungen machte sie als Richterin bei der SAT.1-Serie Familien-Fälle. Auch bei der Serie Anwälte im Einsatz ist sie seit Beginn dabei.

## Filmografie
- 2012–2013: Familien-Fälle
- 2013–2015: Anwälte im Einsatz
- 2017, 2021: Berlin – Tag & Nacht